# Tariq Ali
Tariq Ali, född 21 oktober 1943 i Lahore i Brittiska Indien, är en pakistansk-brittisk vänsterradikal författare och historiker.
The Rolling Stones låt Street Fighting Man från år 1968 är en hyllning till Mick Jaggers vän Ali. BBC vägrade att spela låten och Ali lät trycka låttexten i sin tidskrift The Black Dwarf. Ali framträdde 1968 som ledare för trotskistpartiet International Marxist Group och var mellan 1968 och 1970 ansvarig utgivare för The Black Dwarf som sympatiserade med rörelsen. Efter det gav han ut tidskriften Red Mole och den sista trotskisttidskriften Ali var ansvarig för var Socialist Challenge som grundades år 1977.
Tariq Ali var vän med John Lennon, som han också intervjuade. Tariq Ali är med i filmen "Gimme Some Truth" som handlar om inspelningen av John Lennons LP Imagine.
Tillsammans med Thorvald Steen skrev Ali pjäsen Ørkenstormer/Desert Storms som utkom 2010 i tvåspråkig norsk/engelsk utgåva på förlaget Oktober. Pjäsen fick sin premiär den 5 mars 2010 på Litteraturhuset i Oslo.

## Bush i Babylon
I boken, som på svenska utgavs av Ordfront Förlag 2005, resonerar Tariq Ali kring Iraks historia, Baathpartiet och Saddam Hussein, den USA-ledda attacken på Irak samt den påföljande ockupationen. Han menar att erövringen av Irak utgör en "olycksbådande början på 2000-talet" och att väst inte borde förvånas av att ockupationen ogillas starkt av en majoritet av Iraks medborgare. Historiskt har landet ofta invaderats och befolkningen har då alltid gjort motstånd. Ett bakomliggande mål med ockupationen, som han ser det, är att genomdriva privatiseringar och en västvänlig regim i landet.